# Brias
Brias is een dorp en gemeente in het Franse departement Pas-de-Calais (regio Hauts-de-France) en telt 235 inwoners (1999). De plaats maakt deel uit van het arrondissement Arras.

## Geografie en naamgeving
De oppervlakte van Brias bedraagt 7,8 km², de bevolkingsdichtheid is 30,1 inwoners per km². In de middeleeuwen was de naam van het dorp Briast.
De onderstaande kaart toont de ligging van Brias met de belangrijkste infrastructuur en aangrenzende gemeenten.

## Demografie
Onderstaande figuur toont het verloop van het inwonertal (bron: INSEE-tellingen).